# Juan Santos Atahualpa
Juan Santos Atahualpa (Cusco, 1710 circa – ...) è stato un rivoluzionario peruviano.
Fu il capo di una ribellione indigena che iniziò nel 1742, il cui obiettivo era la restaurazione dell'Impero inca e l'espulsione degli spagnoli dal Perù. La ribellione durò anni e respinse ben cinque spedizioni realiste, consentendo agli indigeni delle regioni di Tarma e Jauja, nell'Amazzonia peruviana, di vivere liberi dal dominio degli spagnoli e dall'evangelizzazione dei missionari cristiani per oltre un decennio. Benché mai sconfitto dal Viceré del Perù, nel 1756 scomparve misteriosamente e di lui non si ebbero più notizie.

## Biografia
I dati biografici di Juan Santos Atahualpa sono incerti. Il primo ribelle che riuscì ad organizzare un vasto sollevamento degli indigeni americani viene ricordato con il suo nome di battaglia, Inca Juan Santos Atahualpa, talvolta accompagnato dall'epiteto l'Invincibile per ricordare il fatto di essere stato l'unico, tra i ribelli andini, a non essere mai stato sconfitto dagli spagnoli.

## La ribellione
Juan Santos apparve per la prima volta nel 1742, vicino al Cerro de la Sal (montagna di sale), in un luogo conosciuto come Quisopango, nascosto nella giungla vicino al fiume Ucayali. A Quisopango stabilì il suo quartier generale con un gran numero di seguaci indigeni armati.
Si dice che Juan Santos, originario dell'Altiplano, avesse origini nobili. Lui stesso affermava di discendere dalla nobiltà incaica e per questa ragione utilizzava il nome di Atahualpa, ultimo sovrano inca. Si dice inoltre che in virtù delle origini nobili fosse stato educato dai gesuiti e che grazie a loro avesse viaggiato in tutto il Perù e persino nelle missioni gesuitiche in Angola. Una volta tornato in Perù, trovò nei Campa (Ashán-inca), indigeni dell'Amazzonia peruviana, degli ottimi alleati attraverso l'accordo raggiunto con il capo Santabangori. I Campa costituivano il gruppo più numeroso della regione e, una volta ottenuta la loro mobilitazione, ottenne l'appoggio di Piro, Mochohos, Siriminches e Conibo.
Le truppe spagnole organizzarono quattro spedizioni per sopprimere la ribellione. La prima nel 1742, quando penetrarono la giungla in due colonne. Una fu sconfitta da Juan Santos mentre l'altra prese il quartier generale di Quisopango, spingendo i ribelli a difendere la retroguardia di Juan Santos. Juan Santos spari'. L'anno successivo gli spagnoli presero la strategica Quimiri, oggi La Merced nella valle di Chanchamayo, ma i ribelli l'assediarono e la riconquistarono. Per qualche tempo Juan Santos e i ribelli controllarono la regione di Chanchamayo ma fecero infine ritorno a Quisopango perché preferirono tenere il quartier generale nella giungla.
Fino al 1746 Juan Santos controllò da solo l'area occupata dai ribelli. Nel 1749 un'altra colonna di soldati spagnoli cercò invano di uccidere i ribelli. Dopo diversi tentativi falliti, la colonna si ritirò. Nel 1750 fu organizzato un terzo tentativo di catturare Juan Santos ma anche questa spedizione fallì come le precedenti. Fu a questo punto che i ribelli di Juan Santos iniziarono a prendere l'iniziativa contro i villaggi dell'altipiano, specialmente contro Andamarca nel 1752. La temuta alleanza tra i chunchos, gli indigeni dell'amazzonia, e gli abitanti dell'altipiano sembrò molto vicina. Messaggi di alleanza vennero diffusi fino al 1756, anno in cui si persero le tracce di Juan Santos Atahualpa.